# Aïnou (langue ouïghoure)
Cette page contient des caractères spéciaux ou non latins. S’ils s’affichent mal (▯, ?, etc.), consultez la page d’aide Unicode.
Pour les articles homonymes, voir Aïnou et Abdal.
L'aïnou est une langue turque parlée dans l'ouest de la Chine par les Aïnous ; son nom est connu sous diverses orthographes comme aini, aynu, aïnous, eyni ; les Ouïghours disent abdal (ئابدال) (mais c'est un terme péjoratif qui signifie « mendiants »), les Russes Эйну (eïnou), Айну (aïnou), Абдал (Abdal), et les Chinois (chinois simplifié : 艾努语 ; chinois traditionnel : 艾努語 ; pinyin : àinǔ yǔ ; litt. « langue ainu »).
Certains linguistes[Qui ?] la considère comme une langue mixte, avec une grammaire principalement turque, essentiellement ouïghour, mais un vocabulaire surtout iranien. D'autres linguistes pensent qu'elle ne répond pas aux exigences techniques d'une langue mixte.
Les Aïnous appellent leur langue Ahinou (ئەينۇ). Il ne faut pas la confondre avec la langue des Aïnous qui se parle au Japon et en Russie et avec laquelle elle n'a rien à voir.

## Utilisation comme langue secrète
Les seuls locuteurs de l'aïnou sont des hommes adultes. Avec des étrangers et avec les femmes qui ne parlent pas l'aïnou on utilise l'ouïghour, qu'on emploie aussi à la maison quand il n'est pas nécessaire de cacher ce que l'on dit.

### Voyelles

Voyelles de l'aïnou.

## Son

### Consonnes
|           | Labiale | Labiale | Alvéolaire | Alvéolaire | Palatale | Palatale | Vélaire | Vélaire | Uvulaire | Uvulaire | Glottale | Glottale |
| --------- | ------- | ------- | ---------- | ---------- | -------- | -------- | ------- | ------- | -------- | -------- | -------- | -------- |
| Occlusive | p       | b       | t          | d          |          |          | k       | ɡ       | q        |          |          |          |
| Affriquée |         |         |            |            | t͡ʃ       | d͡ʒ       |         |         |          |          |          |          |
| Fricative |         | v       | s          | z          | ʃ        |          |         |         | χ        | ʁ        |          | ɦ        |
| Nasale    | m       | m       | n          | n          |          |          | ŋ       | ŋ       |          |          |          |          |
| Battue    |         |         | r          | r          |          |          |         |         |          |          |          |          |
| Latérale  |         |         | l          | l          |          |          |         |         |          |          |          |          |
| Spirante  |         |         |            |            | j        | j        |         |         |          |          |          |          |